# Albertina de Oliveira Costa
Albertina Gordo de Oliveira Costa (São Paulo, 24 de maio de 1943) é socióloga, editora e ativista feminista brasileira. É uma das principais pesquisadoras de questões relacionadas aos estudos das mulheres no Brasil. 

## Realizações
Costa se formou em Ciências Sociais pela Universidade de São Paulo em 1964. Seus temas teóricos estão no campo dos estudos de gênero, mas a partir de uma perspectiva feminista mais próxima do ativismo, defendendo os direitos das mulheres, políticas públicas e direitos humanos. Integrou o Conselho Nacional dos Direitos da Mulher, vinculado a Secretaria Especial de Políticas para as Mulheres. 

Segundo Rovai, Albertina esteve na vanguarda da construção das memórias de mulheres que integraram os movimentos de resistência à ditadura militar brasileira: 
Até a década de 1980 [...], poucas pesquisas trataram da condição feminina no contexto da ditadura militar, resultado do silenciamento promovido pelo regime autoritário à resistência social e pela própria visão histórica predominante, incapaz de enxergar nas mulheres a atuação política. O pioneirismo coube a Albertina Oliveira Costa, em sua obra Memórias de Mulheres do Exílio, publicado em 1980, em pleno regime de exceção, utilizando os procedimentos da história oral de vida a partir da experiência de militantes da luta armada, que foram presas, torturadas e exiladas.
Destaca-se pelo trabalho de divulgação acadêmica, como editora do periódico Cadernos de Pesquisa e organizadora de diversas coletâneas. Também colaborou na Revista Estudos Feministas e nos Cadernos Pagu enquanto fazia parte do comitê executivo do International Journal of Human Rights. Atualmente é consultora do Departamento de Pesquisas Educacionais da Fundação Carlos Chagas, onde se aposentou como pesquisadora sênior.

## Escritos

### Livros e coletâneas
- Memórias das mulheres do exílio: obra coletiva (1980)
- Rebeldia e submissão: estudos sobre condição feminina (com Maria Cristina Bruschini) 1989) ISBN 9788571150379
- Gênero e universidade (com Eva Alterman Blay) 1992)
- Uma Questão de gênero (com Maria Cristina A Bruschini) (1992) ISBN 978-8585363420
- Entre a virtude e o pecado (com Maria Cristina A Bruschini) (1992) ISBN 978-8501647306
- Alternativas escassas: saúde, sexualidade e reprodução na América Latina (com Tina Amado) (1994) ISBN                                                                   978-8585490409
- Direitos tardios: saúde, sexualidade e reprodução na América Latina (1997) ISBN 978-8573260823
- Uma história para contar: a pesquisa na Fundação Carlos Chagas (com Angela Maria Martins e Maria Laura Puglieri Barbosa Franco) (2004)
- Mercado de trabalho e gênero : comparações internacionais (com Adriana Fontes) (2008) ISBN 978-8522506965

### Artigos selecionados
- É viável o feminismo nos trópicos? (1988)
- O acesso das mulheres à cidadania: questões em aberto (1991)
- Os Cadernos de Pesquisa e a consolidação dos estudos de gênero (com Maria Cristina Bruschini) (1992)
- Os Estudos da mulher no Brasil ou a estratégia da corda bamba (1994)
- Protagonistas ou coadjuvantes: Carlota e os estudos feministas (1996).
- Revista estudos feministas primeira fase, locação Rio de Janeiro (2004)

## Nota
Este artigo foi inicialmente traduzido do artigo da Wikipédia em inglês, cujo título é «Albertina de Oliveira Costa».